# 中之澤車站
中之澤車站（日语：／ Nakanosawa eki */?）是一由北海道旅客鐵道（JR北海道）已取消營的鐵路車站，位於日本北海道山越郡長萬部町，是JR北海道函館本線沿線的一個無人車站，停用前的車站編號為H48。
中之澤車站是行駛在函館本線上的快速列車「鳶尾花」（アイリス）之停車站之一。
中之澤車站在1904年初設時，原名紋別，目前的站名是在1914年時才啟用。
由於客量長期處於極低水平，於2024年3月16日宣告廢站。

## 車站結構
此站是地面車站。此站是混合式月台2面3線，而構造較為特別，依次是月台、軌道、月台、軌道並排。

## 相鄰車站
北海道旅客鐵道（JR北海道）
■函館本線
普通
國縫（H49）－中之澤（H48）－長萬部（H47）